# Schéma L
 (janvier 2014).
Si vous disposez d'ouvrages ou d'articles de référence ou si vous connaissez des sites web de qualité traitant du thème abordé ici, merci de compléter l'article en donnant les références utiles à sa vérifiabilité et en les liant à la section « Notes et références ».
Le schéma L de Jacques Lacan présente l'aliénation du moi dans sa relation à l'autre. 

## Explicitation des termes

### S
S, identifié homophoniquement au ça freudien (en allemand : Es),  signifie le sujet de l'inconscient. 
C'est le sujet dans son ineffable existence, pris dans les rets du langage et ignorant des effets de ce langage. 

### a
a désigne son « moi ».

### a'
a' désigne « ses objets », les « autres ».

### A
A désigne le Grand Autre. Trésor des signifiants ou autrement dit le « lieu d'où peut se poser à lui la question de son existence ».
Pour précision, les schémas indiqués ci-contre inversent la polarisation a-a' telle qu'elle est dessinée sur les schémas L, R et I proposés dans « une question préliminaire à tout traitement possible de la psychose ».

## Explicitation du schéma

### Axe aa': du moi à l'autre
Cet axe est ligne de fiction ; le rapport de S à a est sous la dépendance d'un tel axe imaginaire, aussi noté a'a.
Il s'agit là de pointer la relation à l'autre comme pur échec. Lacan montre dans ce schéma que la seule relation qui est atteinte, est un rapport d'un moi à un autre moi, d'une fiction à une autre. L'axe imaginaire dénote que cette relation entre deux images n'est que fantasme ; là dedans ne se trouve nul sujet. Ce rapport imaginaire fait finalement obstruction à la relation ; il n'est pas relation réelle - quelle intersubjectivité noter dans cet axe aa' ? 
Cette question de l'intersubjectivité s'est pourtant posée en psychanalyse. Le schéma L est notamment travaillé dans le séminaire IV, La relation d'objet, à l'époque où Lacan s'oppose aux considérations de Maurice Bouvet. On peut voir cet axe aa' comme l'opposition la plus formelle à la théorie de la relation d'objet, qui se veut restituer en psychanalyse quelque chose de l'interactivité qui noue les êtres.

### Axe AS: de l'Autre au Sujet
Cet axe représente le mur du langage.
Si le sujet de l'inconscient voulait bel et bien contacter un Autre, cet Autre se trouve de l'autre côté du mur du langage, là où on ne l'atteint jamais. Ce mur du langage se rapporte au signifiant : un signifiant est ce qui représente un sujet pour un autre signifiant : le sujet se trouve déjà mis hors circuit de sa vérité de sujet dans le langage. 
Le mur du langage fait obstruction ; Je veux atteindre l'Autre par la parole, mais cet Autre s'avère hors de portée. Le langage est aussi bien fait pour nous fonder dans l'Autre que pour nous empêcher radicalement de le comprendre.
L'analyse, par la parole, se veut possibilité d'atteindre le sujet de l'autre côté du mur du langage. Il s'agit donc, par la parole, de délivrer du langage, ou encore de passer d'une parole vide (axe aa') à une parole pleine (axe AS).

### Aliénation
Le Sujet s'adresse à de véritables sujets, des Autres : A1, A2,... Ces sujets se trouvent de l'autre côté du mur du langage. 
Mais ce qui est atteint, c'est toujours l'axe imaginaire aa' ; le sujet est toujours séparé des Autres par le mur du langage.